# Pontus Widerström
Pontus Jonas Widerström, född 19 maj 1994 i Backa församling i Göteborg, är en svensk professionell ishockeyspelare som spelar för Färjestad BK i SHL. Hans moderklubb är Kungälvs IK. Som junior spelade han för Frölunda HC.

## Klubbar
- Frölunda HC J20, SuperElit (2011/2012 – 2014/2015)
- Karlskrona HK, Allsvenskan (2013/2014 – 2014/2015)
- IK Oskarshamn, Allsvenskan (2015/2016 – 2016/2017)
- Frölunda HC, SHL (2013/2014 – 2017/2018)
- EV Zug, NLA (2018/2019)
- EVZ Academy, NLB (2018/2019)
- Skellefteå AIK, SHL (2019/2020)
- Färjestad BK, SHL (2019/2020 - )